# Joop Daniëls
Joop Daniëls (* 25. August 1931 in Rotterdam; † 27. Januar 2001) war ein niederländischer Fußballspieler.

## Karriere
Daniëls spielte zunächst für den niederländischen Amateurverein Rotterdamse Sportvereniging Hollandiaan Is Onze Naam, bevor er im Jahr 1954 von Sparta Rotterdam verpflichtet und – mit der Einführung des bezahlten Fußballs – ab der Saison 1956/57, der Premierensaison der Eredivisie, für diesen bis Saisonende 1961/62 um die Meisterschaft spielte. Während seiner vierjährigen Vereinszugehörigkeit unter Trainer Denis Neville gewann er drei Titel; zweimal den nationalen Vereinspokal und einmal die Meisterschaft. In seiner Premierensaison wurde er neunmal eingesetzt; er debütierte am 21. Oktober 1956 (6. Spieltag) beim GVAV Groningen, gegen den er beim 2:2-Unentschieden mit dem Treffer zur 1:0-Führung sein erstes von vier Saisontoren erzielte. Bis zu seinem Vereinswechsel im Jahr 1962 ließ er noch 43 weitere in 88 Punktspielen folgen. Am Ende der Meistersaison wurde er mit 23 Toren in 26 Punktspielen vereinsintern bester Torschütze. Infolge der errungenen Meisterschaft kam er auch in drei Spielen des Wettbewerbs um den Europapokal der Landesmeister zum Einsatz. Im Achtelfinale spielte er – einschließlich des Entscheidungsspiels – dreimal gegen den IFK Göteborg. Beim 3:1-Hinspielsieg am 25. Oktober 1959 im heimischen Stadion Spangen erzielte er alle drei Tore, wie auch eins im Entscheidungsspiel, da das Rückspiel im Gamla Ullevi mit 1:3 verloren wurde. Bei der Premiere des Wettbewerbs um den International Football Cup, auch als Rappan-Pokal geläufig, kam er in vier von sechs Spielen der Gruppe B4 und im Viertelfinale, bei der 1:6-Niederlage gegen den ŠK Slovan Bratislava am 14. September 1961, zum Einsatz, wobei ihm das einzige Tor seiner Mannschaft gelang.
Von 1962 bis 1965 spielte er für drei weitere Vereine jeweils eine Saison lang – für die beiden Drittligisten SVV Schiedam und Haarlemse FC EDO, zuletzt für Telstar 1963, für den er zwei Tore in 13 Punktspielen in der Eredivisie erzielte. 

## Erfolge
- Niederländischer Meister 1959
- Niederländischer Pokalsieger 1958, 1962